# Finlands marin
Finlands marin (finska: Suomen merivoimat) är den del av Finlands försvarsmakt som ansvarar för försvaret av Finlands havs- och kustområden. Dess fredstida styrka uppgår till 2 300 man och omkring 4 300 beväringar tränas varje år.

## Historia

### Den svenska tiden

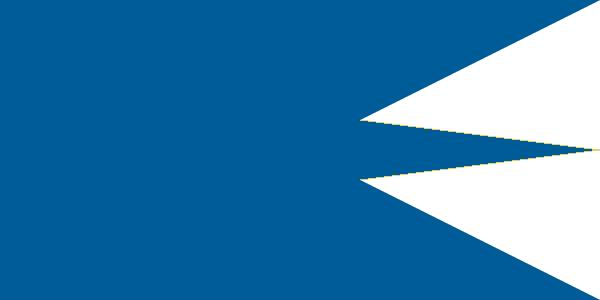
Skärgårdsflottans örlogsflagga var i bruk mellan åren 1761 och 1813.

År 1756 överfördes ansvaret för delar av den svenska galärflottan från Amiralitetskollegium till Krigskollegium och fick namnet "arméns flotta" (senare "skärgårdsflottan"). Denna nya flotta leddes av Augustin Ehrensvärd. 1766 bestämde det regerande Mösspartiet att skärgårdsflottan åter skulle lyda under Amiralitetskollegium. När Hattpartiet återfick makten 1770 hamnade den Finska eskadern återigen under Krigskollegium. Stockholmseskadern förblev, under benämningen galärflottan, en enhet under Amiralitetskollegium. Den 14 november slogs galärflottan och den finska eskadern ihop till en enhet under namnen den svenska eskadern av arméns flotta och den finska eskadern av arméns flotta. 1777 förenades dessa eskadrar till en flotta under namnet Arméns flotta. Oavsett om skärgårdsflottan lydde under Amiralitetskollegium eller Krigskollegium var den bemannad av sjöofficerare och båtsmän medan soldater och artillerister hämtades från armén. Nya eskadrar inrättades för Bohuskusten 1789 och Åbo 1793. En pommersk eskader förlades till Stralsund. Arméns flotta hade sin egen flagga som var helt blå med tre tungor.
På 1770-talet konstruerade skeppsbyggaren Fredrik Henrik af Chapman
fyra nya så kallade skärgårdsfregatter för den svenska skärgårdsflottan, dessa kom att namnges efter de finländska landskapen Tavastland (hemmema; Hämeenmaa), Åboland (turuma/turkuma; Turunmaa), Nyland (udema; Uudenmaa) och Österbotten (pojama; Pohjanmaa):

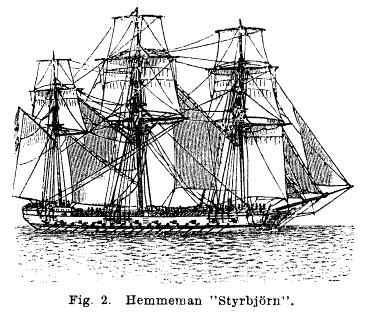
Hemmema.
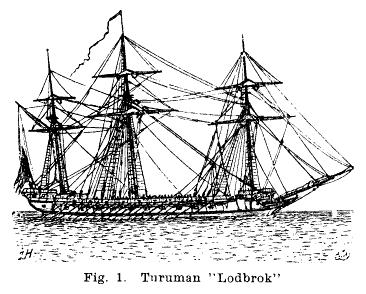
Turuma.
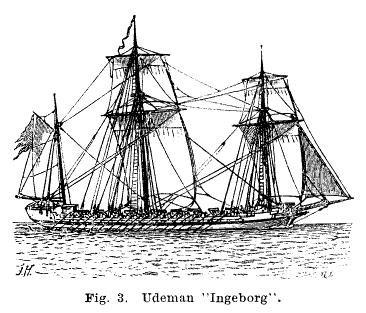
Udema.
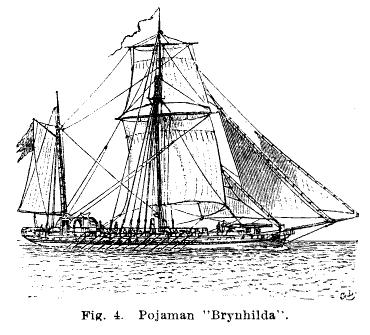
Pojama.

Tillsammans med nya kanonslupar och -jollar kom denna flotta att vinna några stora segrar under 1788-90 års krig mot Ryssland, däribland slaget vid Fredrikshamn den 15 maj 1790 och det andra slaget vid Svensksund.
1789 bestod arméns flotta av 285 örlogsfartyg, 320 officerare, 675 underofficerare och 6 000 man. Den övriga besättningen utgjordes av arméns folk. Under vintern 1789/1790 utökades arméns flotta kraftigt och växte sig nästan dubbelt så stor. Våren 1790 bestod flottan av 349 fartyg med 3 000 kanoner och 21 000 man. 2/3 av personalstyrkan, dvs soldaterna ombord, kom från armén medan huvudbesättningen utgjordes av sjöofficerare och båtsmän. Den svenska flottan hade därutöver 21 linjeskepp, åtta fregatter och 13 mindre fartyg. Manskapet uppgick där till 16 300 man.

### Den ryska tiden
Efter att Finland införlivats i Ryssland som ett storfurstendöme övertogs bevakningen av havsområdena av den ryska flottan. Den 24 april 1830 gav den ryske tsaren order om att ett finländskt sjöekipage skulle bildas. Detta följdes år 1853 av ett andra sjöekipage som dock enbart hade tillgång till ångfregatten Olof. Sammanlagt hade man tillgång till följande fartyg:
- Fregatten Jekaterina (1831-?)
- Fregatten Bellona (1831-?)
- 9 st svenska halvgalärer (1837-?)
- Linjeskeppet Leipzig (1842-50)
- Fregatten Melpomene ((1842-?)
- Skonaren Meteor (1842-?)
- Linjeskeppet Finland (1850-?)
- Linjeskeppet Andrej (1851-?)
- Ångfregatten Kaleva (1859)
- Ångfregatten Olof (1853-1856)

Under och efter Krimkriget utnyttjades sjöekipagens manskap i fästningarna. Det andra sjöekipaget lades ner 1856 och det första 1862. Det efterträddes av ett kaderekipage bestående av första sjöekipagets stamtrupper. I samband med värnpliktens införande 1878 lades kaderekipaget ned 1880. Alla finländare avtjänade därefter sin värnplikt i den värnpliktiga finska militären som enbart bestod av infanteri.

### Tiden 1917-1922
För en förteckning över de fartyg som tidigare använts av den finländska marinen, se här.

#### Ryska flottan drar sig tillbaka från Finland (1917)
Delar av den ryska flottan låg infryst och inaktiv i Helsingfors hamn när Finska inbördeskriget bröt ut under vintern 1917/18. När tyska styrkor landsteg i Hangö och inledde Slaget om Helsingfors kom de ryska matroserna, som allierat sig med de röda, i panik. Ryssarna lyckades dock förhandla sig till det så kallade Hangöavtalet, som tillät dem att avlägsna sig säkert från Helsingfors och förband dem att förhålla sig neutrala i stridigheterna mellan de tyska trupperna och de röda finländarna. De brittiska fartyg som opererat från finska hamnar i samverkan med den ryska flottan sökte sig antingen tillbaka till Storbritannien eller sänktes ute till havs. De stora ryska enheterna, slagskeppen, kryssarna och jagarna kunde evakueras. De sista ryska fartygen lämnade Helsingfors den 12 april 1918. Några fartyg som inte kunde bortföras på grund av isläget kvarlämnades dock i de finska hamnarna. Enligt en samtida flottförteckning var det följande fartyg:
Helsingfors:
- 6 större torpedbåtar
- 8 mindre torpedbåtar
- 1 minfartyg

Björneborg:
- 2 "minkryssare" (blivande Klas Horn och Matti Kurki)

Åbo:
- 1 kanonbåt (Giljak)
- 2 "patrullkryssare" (blivande Karjala och Turunmaa)

Blandade fartyg:
- 15 bogserbåtar
- 1 isbrytare
- 5 T-båtar (minbåtar)
- 13 pråmar
- 2 flytande torrdockor
- 2 flytande kranar
- 17 värmepontoner
- 8 ångkuttrar

Därtill efterlämnades ett stort antal motor-, segel- och roddbåtar och flera fartyg befann sig under byggnad i skeppsvarven i Helsingfors och Åbo, däribland de blivande kanonbåtarna Uusimaa och Hämeenmaa (ytterligare två enheter av denna typ erövrades, men dessa såldes till Chile). Två kanonbåtar av Karjala-typ såldes vid färdigställandet till Polen som General Haller och Kommendant Pilsudski.

### Tiden 1922-1947

#### Den gamla flottan (1918-1929)
De erövrade ryska fartygen kom att bilda stommen i det självständiga Finlands flotta fram till slutet av 1920-talet. När Ryssland slutligen förlorade kriget övertogs övervakningen av havet av den tyska flottan och slutligen när tyskarna kapitulerat övertog britterna åter upp övervakningen av den Finska viken och såg till att bolsjevikerna inte kunde ta sig ut fram tills 1920. Den brittiska eskadern bestod inledningsvis år 1918 av 4 lätta kryssare och jagare och senare under 1919 av 2 lätta kryssare och 4 jagare, under ledning av Sir Walter Cowan. Senare fick han även förstärkning av ytterligare 2 lätta kryssare, sex ubåtar (med tenderfartyg) och en halv flottilj jagare.
Ryssland hade byggt upp ett starkt kustförsvar under de år som Finland tillhörde Ryssland. Detta försvar utgjordes av fort och pjäser (305 mm, 254 mm grova pjäser, 152 mm tunga pjäser samt 75 mm lätta pjäser) som var placerade längs den finländska kusten. Denna vapengren kom att vara den enda vapengrenen som var välutrustad under vinterkriget.
Efter att Sveaborg bemannats gavs major A. Almqvist i uppdrag att bilda det första finska tunga kanonbatteriet. Inledningsvis anlände 70 man till Sveaborg och denna nybildade enhet gick inledningsvis under namnet Sveaborgs Befästningsartilleri . Efter att man fick fason på organisationen ändrades namnet till Sveaborgs kustartilleribataljon. Tillsammans med Viborgs och Sordavalas motsvarande kustartilleribataljoner bildades Kustartilleriregementet som leddes av överste Vilho Nenonen. År 1919 ändrades bataljonens namn till Kustartilleriregemente 1.
Kustartilleribataljonerna kom att bli självständiga kustartilleriregementen år 1919 och Nenonen blev kommendör för kustartilleriet. Flottans och kustartillerienas högkvarter sammanslogs till ett kustförsvarshögkvarter som var verksamt mellan 1919 och 1923.
Efter att ett kustförsvarsprogram presenterats av Kustförsvarskommittén år 1922 delades Kustförsvaret upp i tre delar för perioden 1923-1927: Flottan, Kustartilleriet och Krigshamnen. Det politiska klimat som rådde år 1927 gjorde att man åter kunde förena ledningen för Kustartilleriet och Flottan till ett Sjöförsvarshögkvarter och samma år fastslogs dessa försvarsgrenar i lagen. År 1933 ändrades namnet från Kustförsvaret till Sjöstridskrafterna.
År 1919 gav britterna Finland de två sjunkna jagarna HMS Vittoria och HMS Verulam. Finländarna som var i stort behov av nya fartyg beslöt att försöka bärga dessa och iståndsätta dem, men när bärgningsarbetet inleddes 1925 fann man att båda fartygen var så svårt skadade att de ansågs omöjliga att reparera.
År 1920 överlät tyskarna de två ryska kanonbåtarna Golub och Pingvin som man erövrat i Tallinn år 1918 till Finland. Dessa fartyg fick namnen Uusimaa och Hämeenmaa i den finska flottan. Ännu i början på 1930-talet hade man inga fartyg som var dugliga för tjänstgöring på öppet hav. Man kunde stänga sjövägarna med minor, men inte försvara dessa minspärrar. Detta förändrades delvis i och med pansarskeppens tillkomst. Dessa kom dock att lämna mycket att önska i fråga om sjöduglighet.

#### Fartyg

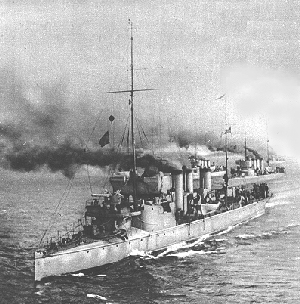
S -klass torpedbåtar under gång.

Den finländska flottan hade tillgång till följande fartyg under 1920-30 -talet:
Kanonbåtar
- Klas Horn, Matti Kurki, Turunmaa, Karjala, Hämeenmaa, Uusimaa, Giljak, Aunus och Viena

Stora torpedbåtar (Sokol-klass)
- S 1, S 2, S 3, S 4, S 5 och S 6

Torpedbåtar (Tsiklon-klass).
- C 1, C 2, C 3 och C 4

Mindre torpedbåtar
- Sisu, Hurja, Isku, Syöksy, Nuoli, Vinha och Raju

Minläggare
- Louhi, Rautu, Vilppula och Sveaborg

Minsvepare
- Altair, Mikula, MP 7, MP 11, T 12
- 20 A-båtar
- 5 T-båtar (Teplokhod): Pommi, Miina, Loimu, Lieska och Paukku

Bestyckade isbrytare
- Tarmo, Volynets och Voima

Ubåtar
- AG 12 och AG  16

Havsbataljonen bestod år 1919 av 13 officerare, 36 underofficerare och 690 man, av vilka 50% var svenskspråkiga.
Man hade erövrat över 70 mindre båtar och alla dessa kallades A-båtar. Av dessa fungerade de större 15-20 tons-båtarna som sambandsbåtar och beväpnade minsvepare medan de mindre 9 tons-båtarna fungerade som obeväpnade minsvepare. 20 av dessa kom senare att ges tillbaka till Sovjetunionen i enlighet med fredsfördraget från Tartu.

#### Fredsfördraget i Tartu
När freden slutligen slöts mellan Finland och Sovjetunionen i oktober 1920 bestämdes det att Finland skulle återlämna följande fartyg:
- 3 torpedbåtar (S 3, S 4 och S 6)
- 6 stora minsvepare (Altair, Mikula, MP 7, MP 11, Ahvola och T 12)
- 3 bogserbåtar
- 5 kuttrar
- 20 motorbåtar

Förlusten av de stora torpedbåtarna och minsveparna kändes ordentligt i den finländska flottan. Likaså ändrades territorialgränsen till sjöss i öster. Finland fick inte befästa utöarna Hogland, Lövö och Seitskär och inte heller kusten mellan Rajajoki och Seivestö. Slutligen fick ingen av parterna ha några örlogsfartyg över 100 ton i sjön Ladoga.
Mellan 1923 och 1925 hade den finska flottan följande fartyg: 
Kanonbåtar
Klas Horn (1892)
Matti Kurki (1892)
Uusimaa (1917)
Hämeenmaa (1917)
Turunmaa (1916)
Karjala (1918)
Torpedbåtar
S 1 (1901)
S 2 (1901)
S 5 (1900)
Motortorpedbåtar
MTV 1 (1917)
MTV 2 (1917)
Minfartyg
M 1 (1916)
Rautu (1917)
Vilppula (1916)
Sveaborg (1904)
Minläggare
T-båtar (9 st) (1916)
A-båtar (större, 5 st) (1915)
A-båtar (mindre, 16 st) (1910-17)

#### Den nya flottan (1927)
I början av 1920-talet började man planera sammansättningen för den nya flotta som skulle ersätta de gammalmodiga fartygen som övertagits av ryssarna.
Flera flottplaner hade uppgjorts under 1920-talet, men de flesta var överambitiösa och orealistiska, efterföljande förslag skar ner på antalen fartyg som skulle krävas. Enligt den flottlag som godkändes den 20 september 1927 skulle flottan tillföras 2 pansarbåtar om ca 3 800 ton och en kostnad om 100 miljoner FMk per styck, tre ubåtar på 400 t och 30 miljoner FMk per styck, 1 ubåt om 100 ton för 8tta miljoner FMk och fyra motortorpedbåtar om ca 15 ton och 2,5 miljoner FMk per styck. Följande fartyg tillfördes marinen mellan 1927 och 1939:
Pansarskepp
Väinämöinen
Ilmarinen
Ubåtar
Vetehinen
Vesihiisi
Iku-Turso
Saukko
Vesikko
Skolfartyg
Suomen Joutsen
Ahven-klass A-båtar
Ahven
Kiiski
Muikku
Sarki
Kuore
Lahna

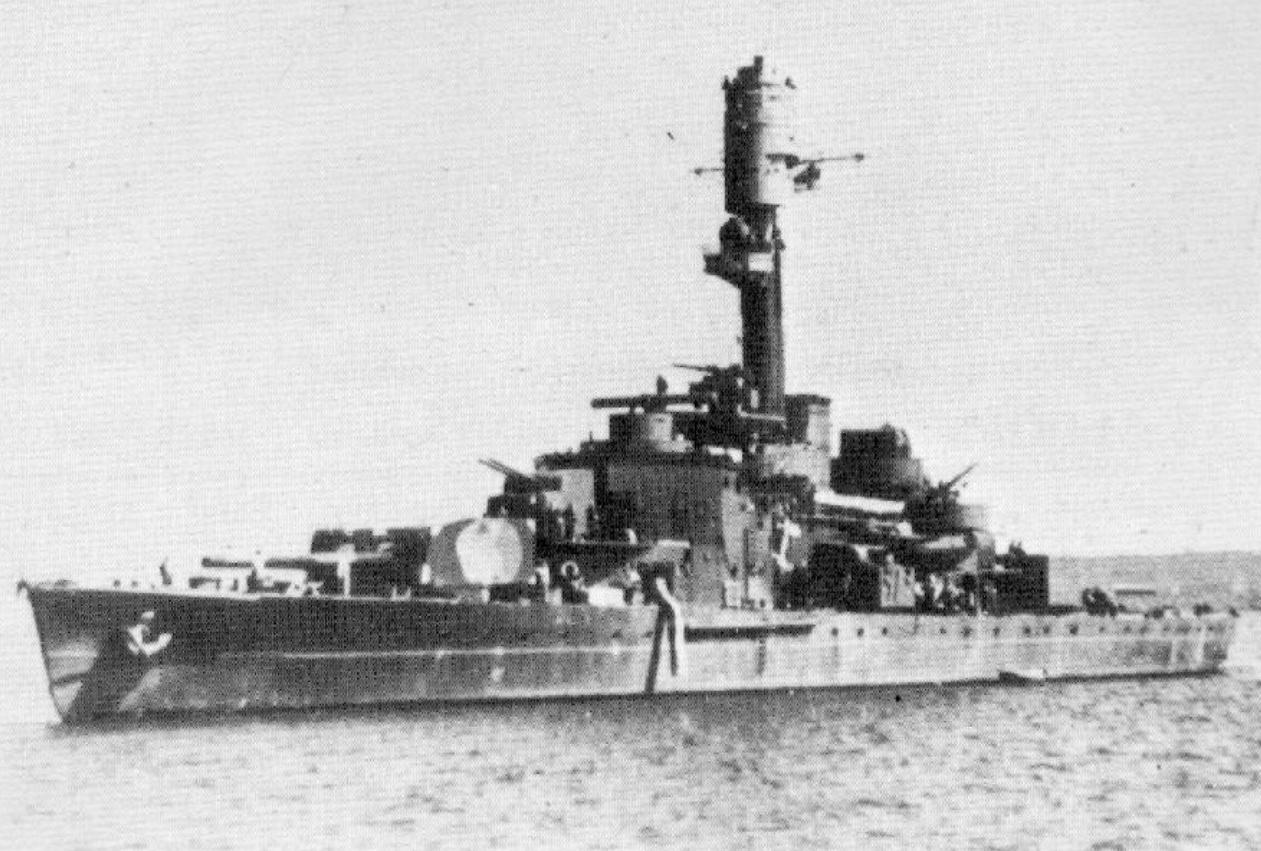
Väinämöinen.

Detta var bara kärnan i flottprogrammet. Det fanns planer på att bygga ett tredje pansarskepp, 4-6 jagare eller eskortfartyg, två eller tre små Vesikko-klass -ubåtar och flera motortorpedbåtar. Därtill fanns ett önskemål om bättre minkrigföringskapacitet.
När krigsmolnen började synas på horisonten i slutet på 1930-talet rekviderade flottan ett stort antal civila båtar och fartyg, därtill övertog man isbrytare och patrullbåtar från kustbevakningen, däribland 17 VMV-båtar.

### Andra världskriget
Den finländska marinens första fartyg var gamla skepp som ryssarna lämnat efter sig under inbördeskriget. Dessa inkluderade kanonbåtar, motortorpedbåtar och minsvepare. År 1927 godtog Finlands regering en plan på att bygga två pansarskepp för försvaret av kusterna, samt fyra ubåtar. Därtill beställdes fyra motortorpedbåtar från Storbritannien. 

#### Vinterkriget
När finska vinterkriget utbröt var den finländska flottan inte tillräckligt stark för att utföra alla uppdrag den tilldelades. Man övertog och rekvirerade flera civila och regeringsägda fartyg och använde dem för det mesta i eskorttjänst och som minläggare. Huvuduppgiften för flottan var att eskortera handelssjöfarten, men man hade inte ett enda fartyg ämnat för detta uppdrag. Det var även brist på minläggningsfartyg och handelsfartyg övertogs för detta uppdrag. Navigationsverket hade sju isbrytare och Helsingfors stad hade en. Vissa av dessa användes i eskortrollen. De stora isbrytarna Jääkarhu, Tarmo, Sampo, Voima, Murtaja, Apu och Otso beväpnades med kanoner och användes som eskortfartyg. Isbrytaren Sisu användes som ubåtstender. Flera mindre fartyg och båtar från Kustbevakningen och Navigationsverket, liksom några privata större bogserbåtar bestyckades och övertogs för att användas som eskortfartyg, däribland Kustbevakningens fartyg Aura I, Uisko och Tursas samt den förre presidentens jakt Aura II. 
Man ockuperade det demilitariserade Åland och förband sig att skydda handelssjöfarten. Under den första månaden av kriget utkämpades artilleridueller mellan sovjetiska fartyg och finländska kustbatterier vid Hangö, Utö och Björkö. 
I december 1939 blev isen så tjock att enbart isbrytare kunde ta sig fram. De två pansarfartygen flyttades till Åbo hamn där de förstärkte stadens luftvärn. De förblev där under hela kriget.
Nya fartyg: 
- minläggarna Ruotsinsalmi och Riilahti.
- minsveparna SM 1, SM 2, SM 3 och SM 4

Förluster:
- eskortfartyget Aura II

#### Fortsättningskriget

##### 1941

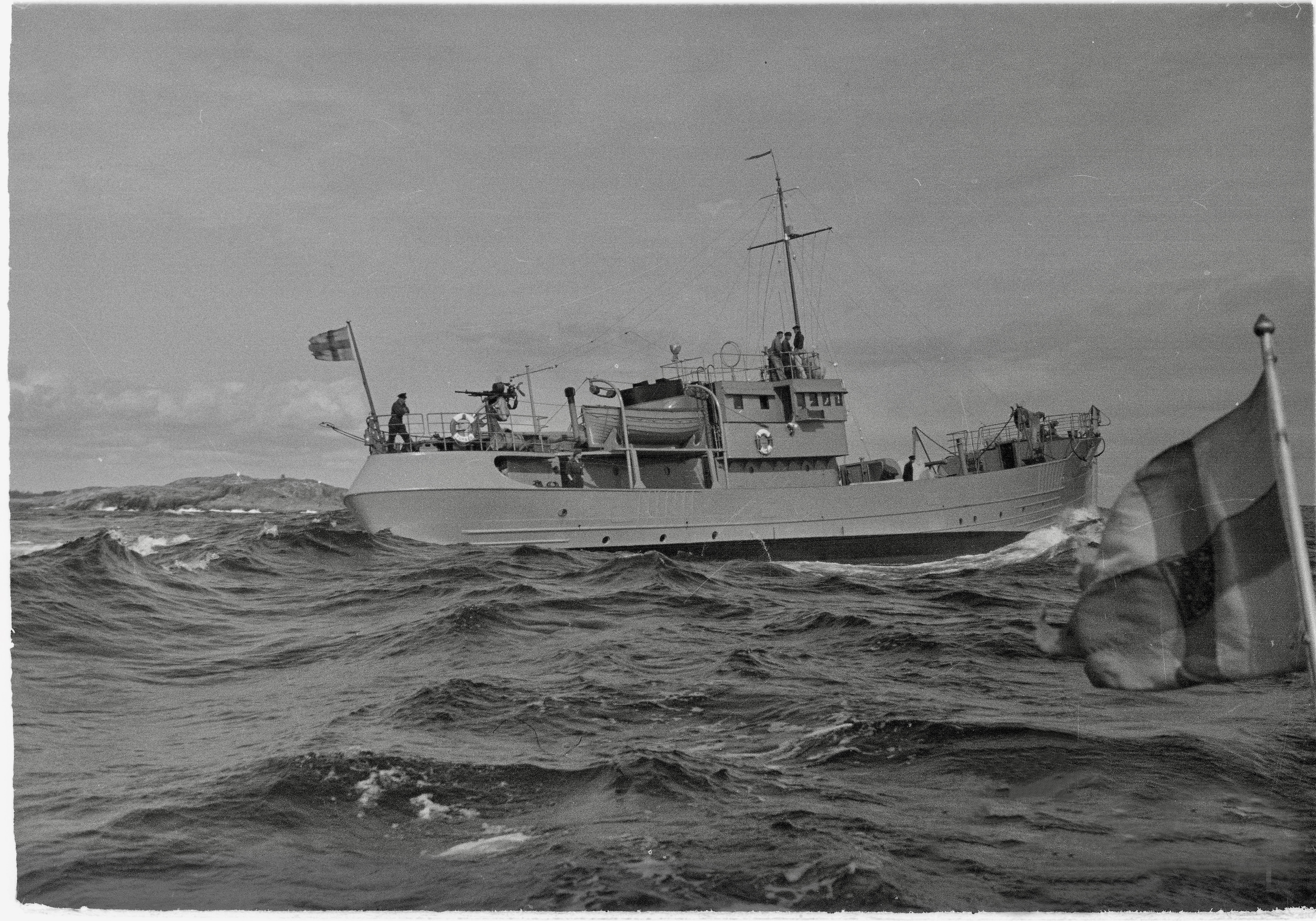
Kanonbåten Tursas.

Före fortsättningskriget införskaffade man ytterligare fem motortorpedbåtar från Italien. Den bas som Sovjetunionen hade erhållit efter vinterkriget, på Hangö udd, delade det finska sjöområdet i två delar och därmed även försvarsområdena. Stora minfält lades ut med tyska Kriegsmarines hjälp när kriget utbröt. De två pansarskeppen bombarderade den sovjetiska Hangöbasen under sommaren, fram tills att basen evakuerades i december 1941.
Operation Nordwind var en tysk/finsk avledande operation som hade till uppdrag att få Sovjetunionen att tro att tyska trupper skulle landstiga på Dagö och Ösel från havet. För detta hopsamlades 15 fartyg som avseglade söderut från Utö. Man ville att ryssarna skulle observera fartygen. Operationen misslyckades dock totalt på alla sätt och vis. Den största förlusten för den finländska flottan inträffade här den 13 september 1941 när Ilmarinen minsänktes. 271 sjömän dog och enbart 132 räddades.
Läs mera om händelsen här.
Nya fartyg: 
- kanonbåtarna Tursas och Uisko.
- minsveparna Ajonpää och Kallanpää samt Kuha, Salakka, Siika, Harjus, Säynäs och Karppi

Förluster:
- pansarskeppet Ilmarinen
- minläggaren Paukku
- minfartyget Porkkala

##### 1942

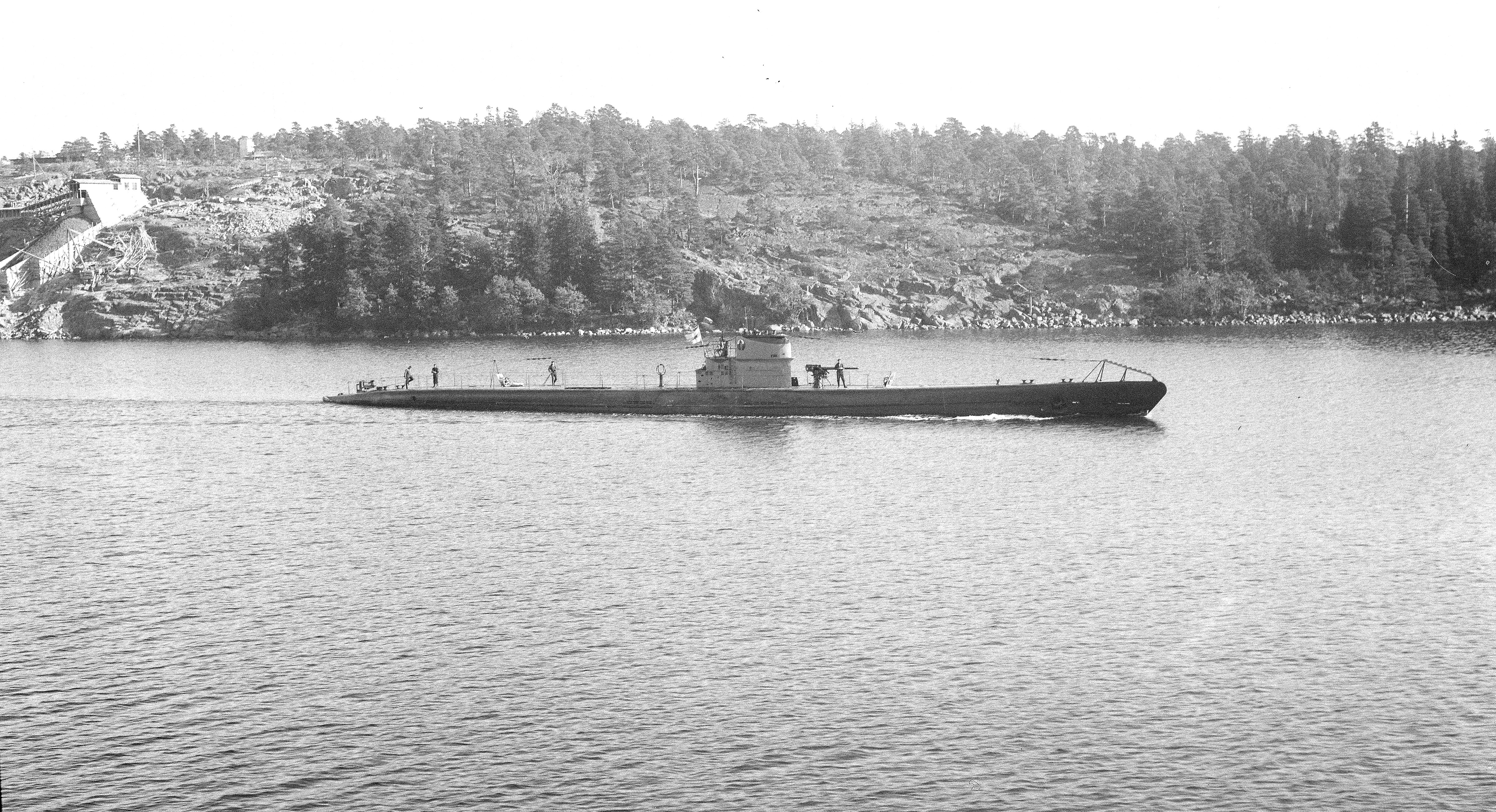
En finsk ubåt i den åländska skärgården.

År 1942 fokuserades sjökriget på ubåtarna där de 5 finländska ubåtarna stred mot mer än 30 sovjetiska ubåtar som försökte anfalla sjöfarten i Östersjön. De ryska ubåtarna sänkte 18 fartyg, av vilka 7 var finländska. 12 sovjetiska ubåtar sänktes. Totalt seglade 2 058 fartyg från Finland och 2 097 fartyg till Finland över Östersjön. I Bottniska viken och Ålandshavet, som ansågs relativt säkert, seglade 2 119 fartyg. Där sänktes enbart 2 fartyg (Bonden och Jussi H.) på sju försök.
1942 tillfördes ytterligare två eskortfartyg till flottan (763, 764). De två f.d. kanonbåtarna Aunus och Viena som konverterats till handelsfartyg byggdes återigen om till kanonbåtar och beväpnades med sovjetiska 130mm kanoner och luftvärnskanoner. Ett sjukhusfartyg med namnet Seagull II togs även i användning. 
I juli 1942 försökte Sovjetunionen erövra den lilla ön Sommarö i Finska viken. I erövringsförsöket förlorade Sovjetunionen 16 båtar och 128 man. 102 ryska soldater togs tillfånga.
Nya fartyg:
- kanonbåtarna Aunus och Viena
- eskortfartygen 763 och 764
- sjukhusfartyget Seagull II
- motortorpedbåten Vasama

Förluster:
- minsveparen  Kuha 4

##### 1943
År 1943 erhöll flottan nya torpedbåtar som var ämnade att ersätta de gamla förkrigstida torpedbåtarna.
Nya fartyg: 
- motortorpedbåtarna Hyöky, Hirmu, Hurja, Hyrsky, Häijy
- motortorpedbåtarna Jylhä, Jyry, Jyske, Jymy
- motortorpedbåtarna Tarmo, Taisto, Tyrsky, Tuima, Tuisku, Tuuli
- motortorpedbåtarna Viima, Vihuri
- patrullbåtarna VMV 101, VMV 102, VMV 103, VMV 104
- hjälpkanonbåten VTV 1

Förluster:
- kanonbåten Uisko
- minläggaren Riilahti
- torpedbåten Raju

##### 1944
År 1944 satte Sovjetunionen in sin huvudoffensiv mot Finland. Flottan utkämpade slag i den Viborgska viken och hade svåra förluster. Slutligen var man tvungen att dra sig tillbaka.
Det tyska kommandot (OKW) lovade leverera 4 S-klass torpedbåtar, 100 st 20mm lv-kanoner för handelssjöfarten (av vilka 50 redan var på väg), 45 avståndsmätare och två följeradar (Würzburg), 100 italienska torpeder och 500 minor/minröjningshinder, 6 MFP-pråmar, 200 EMC-minor och 100 EMR-minor, 6 AFP-pråmar. 
Nya fartyg:
- patrullbåtarna VMV 18, VMV 19, VMV 20
- artilleripråmar (AFP): 6 st
- minläggningspråmar (MFP): 6 st
- motortorpedbåten V 3

Förluster:
- patrullbåtarna VMV 8, VMV 10, VMV 12, VMV 14 och VMV 17
- minsveparna Kuha 3, Kuha 6, SM 3 och Mercurius
- minläggaren Vilppula
- motortorpedbåtarna Tarmo och Häijy

#### Lapplandskriget
I september 1944 började krigsoperationerna mot Tyskland. Fokuseringen var i norr, Lapplandskriget, men tyskarna försökte även att erövra Hogland (Operation Tanne Ost). Anfallet slogs tillbaka.
Den finländska flottans sista krigsaktion var landsättningen av trupper i tyskarnas rygg från Uleåborg till Torneå.
Nya fartyg
- landstigningsfartyget Seili (Seili=MFP 177, Lonna=B 35)

Förluster:
- minläggaren Louhi

#### Förluster och krigsskadestånd
Den finländska flottan förlorade sammanlagt 5 600 brt, av vilka Ilmarinen var den största förlusten. Omkring 1 000 man dödades i flottans tjänst, en mycket hög siffra då den totala manskapsstyrkan uppgick till 4 000–4 500 man. De fartyg man hade var till stora delar föråldrade vid krigets slut och därefter följde en tung minröjningsperiod. Pansarskeppet Väinämöinen ingick i de skadestånd som man betalade. Därtill var man tvungen att ge bort alla ryska fartyg som man erövrat samt alla tyska fartyg som man köpte/erövrat. De enda undantagen var de pråmar som man erövrat från tyskarna vid Hogland.
Handelsflottan kom att bli tvungen att överlåta sina 104 bästa fartyg till Sovjetunionen. Sammanlagt överläts 249 fartyg ur handelsflottan som krigsskadestånd, med sammanlagt tonnage på 260 000 ton.

### Tiden 1947-1995

#### Det kalla kriget
Fredsfördraget från Paris angav begränsningar i den finländska försvarsmaktens storlek. För flottans del kom detta att innebära att det totala tonnaget inte fick överskrida 10 000 ton och manskapet fick inte vara mera än 4 500 man. Finland antog en strikt neutralitet och anskaffningar till flottan kom att fördela sig jämnt mellan väst, öst och inhemskt (1/3 var).
Under årens lopp kom dock paragraferna att mildras och töjas (bland annat på grund av Tysklands inträde i NATO). Offensiva vapen såsom torpeder och sjömålsrobotar kom i bruk. Efter Sovjetunionens upplösning var fördraget i princip inte gällande mera.[källa behövs]

#### Fartyg
Fregatter
- 1 Bay-klass
- 2 Riga-klass

Korvetter
- 2 Turunmaa-klass

Minfartyg
- 1 Keihässalmi-klass
- 1 Ruotsinsalmi-klass

Robotbåtar
- 1 Isku-klass
- 4 Tuima-klass
- 4 Helsinki-klass

Minsvepare
- 4 Puupää-klass

Patrullbåtar
- 7 T-klass
- 5 R-klass
- 2 Dark-klass
- 10 Nuoli-klass

## Finländska marinen idag
Sjöstridskrafternas marinkommandon och marinens förband lyder under kommendören för marinen och marinstaben.
Den finska marinen delade in havs- och kustområdena i två sjöförsvarsområden, Finska vikens Marinkommando och Skärgårdshavets Marinkommando. Ön Morgonlandet fungerade som gräns mellan försvarsområdena i Finska viken och Skärgårdshavet.  Marinkommandona utgick från och med den 1 januari 2015, då den nya organisationsstrukturen i Försvarsmakten trädde i kraft. Dess uppgifter överfördes istället till den nyuppsatta Kustbrigaden.
Övriga förband inom marinen är Marinens Depå i Åbo, Sjökrigsskolan och Marinens Forskningsanstalt som är placerade vid Sveaborg samt Nylands Brigad (NylBr) som befinner sig i Dragsvik i Ekenäs. Nylands Brigad som utbildar kustjägare är det enda svenskspråkiga truppförbandet i Finland, också det med finska som kommandospråk.

### Personal
De finländska sjöstridskrafternas fredstida manskapsstyrka består av 2 300 anställda och 4 300 beväringar av vilka ett 30-tal är kvinnor. Vid ett eventuellt krig skulle totalstyrkan uppgå till omkring 30 000 man. Kommendör för den finländska marinen är konteramiral Veijo Taipalus.
Den vanliga utbildningstiden är 5½-11½ månader och det finns även mera krävande utbildningar såsom attack- och röjdykare vid Obbnäs samt kustjägare vid Dragsvik.

### Fartyg
| Bild | Klass        | Typ               | Antal | Tagna i tjänst |
| ---- | ------------ | ----------------- | ----- | -------------- |
|      | Hämeenmaa    | Minfartyg         | 2     | 1992           |
|      | Pansio       | Minfartyg         | 3     | 1991-1992      |
|      | Katanpää     | Minröjningsfartyg | 3     | 2012-2016      |
|      | Kuha         | Minröjningsfartyg | 6     | 1974-1975      |
|      | Kiiski       | Minröjningsfartyg | 7     | 1975           |
|      | Rauma        | Robotbåt          | 4     | 1990-1992      |
|      | Hamina       | Robotbåt          | 4     | 1998-2006      |
|      | Syöksy       | Kommandobåt       | 4     | 1991-1993      |
|      | Fabian Wrede | Skolfartyg        | 3     | 2006-2008      |
|      | Kampela      | Transportbåt      | 3     | 1976-1979      |
|      | Valas        | Transportbåt      | 5     | 1980-1981      |

Transportfartyg
- 4 Valas-klass (Valas 879, Mursu 98, Vahakari 121, Vaarlahti 722, Vänö 723)
- 2 Kala-klass (Kala 4 874, Kala 6 176)
- 6 Hauki-klass (Havouri 133, Hauki 232, Hirsala 235, Hankoniemi 334, Hakuni 731, Houtskär 836)
- 4 Hila-klass (Hila 237, Haruna 238, Hästö 739, Högsåra 830)
- 2 Lohi-klass(Lohi 751, tidigare 351, Lohm 752)
- 1 Askeri 241, fungerar även som transport och befälsbåt

Dykfartyg
- 1 Mursu-klass

Landstigningsbåtar
- 36 Jurmo-klass
- 29 Uisko-klass
- 23 G-klass

Oljebekämpningsfartyg
- 1 Halli-klass (Halli 899)
- 1 Hylje-klass (Hylje 799)

Bogserbåtar
- Parainen-klass

Träningsfartyg
- 2 Lokki-klass (Lokki 57, Kajava 56)
- 3 ingen klass 681, 683, 685

Hjälpfartyg
- 1 Kemio-klass (ex-Valvooja III, Kemio 99)
- 1 Pikkala (96, ex-Fenno)

Experimentfartyg
- 1 Isku-klass (Isku 826, tidigare 829 och 16)

Befälsbåtar
- 7 Vihuri-klass (Jymy 511, Raju 512, Syöksy 531, Vinha 541, Träskö 792, Torsö 993, Alskär 894)

Bogserbåtar
- 2 Haukipää-klass (Haukipää 730, Kallanpää 831)

### Sjöbevakningen
Sjöbevakningen är en del av Gränsbevakningsväsendet och lyder formellt under inrikesministeriet. Gränsbevakningsväsendet har olika patrullbåtar och helikoptrar till sitt förfogande. Vi ett eventuellt krigstillstånd skulle dess enheter underställas försvarsministeriet.

## Kustartilleriet
Det finländska kustartilleriet består av både kustartilleri och kustinfanteri för säkring av pjäspositionerna. Kustartilleriet är uppbyggt både av traditionella, stationära artilleripjäser (130 mm och 100 mm), rörliga pjäser (152 mm) samt robotsystem, däribland RBS-15 monterade på lastbilar samt två kompanier utrustade med EuroSpike ER.

## Framtid
Mot slutet av detta decennium kommer sjöstridskrafterna att emotta tre nya minjaktfartyg från det italienska företaget Intermarine, till ett värde på 245 miljoner euro. Dessa skall ersätta de åldrande Kuha- och Kiiski-klassen minfartyg. Dessa levereras 2010-2012 och skall vara operativa senast 2015. Samtliga minfartyg skall vara i tjänst år 2012. De ska kunna användas i civila uppdrag, såsom att kartlägga havsbottnen och utforska haven.

## Namngivning
Namngivningen av de finländska fartygen följer inga strikta regler. Namnen har tagits från mytologin (Kalevala), geografiska områden, orter, berömda slag, fiskar, personer mm. Fartygsnamnen i en fartygsklass återanvändes vanligtvis.
Fram till år 1936 hade alla fartyg i Kustflottan en opersonlig typbokstav och ett nummer som igenkänningskod. Fartygens "anonymitet" ansågs dock sänka tjänstgöringsmotivationen och man började därmed namnge fartygen. Exempelvis namngavs minfartygen till Pommi, Miina, Loimu, Lieska och Paukku.